# Juan Arremón
Juan Pedro Arremón, né le 8 février 1899 et mort le 15 juin 1979 à Montevideo (Uruguay), est un footballeur international et entraîneur uruguayen.

## Carrière
Attaquant du Club Atlético Peñarol (avec lequel il gagne le championnat d'Uruguay en 1928 et 1929), Arremón est sélectionné à 14 reprises en équipe nationale, avec laquelle il remporte la médaille d'or aux Jeux olympiques d'été de 1928.
Après la fin de sa carrière, intervenue lors de l'avènement du professionnalisme en Uruguay, Arremón devient entraîneur du Club Atlético Peñarol en 1943.